# Maldane gorgonensis
Maldane gorgonensis är en ringmaskart som beskrevs av Monro 1933. Maldane gorgonensis ingår i släktet Maldane och familjen Maldanidae. Inga underarter finns listade i Catalogue of Life.